# 中央アフリカ共和国の鉄道
中央アフリカ共和国の鉄道では、中央アフリカ共和国における鉄道について記す。2014年現在、鉄道は運行されていない。

## 鉄道史
中央アフリカ共和国には運行していた路線1本と、計画されていた路線2本がある。

### ジンガ–モンゴ間
現在の中央アフリカ共和国の領土において唯一運行されていた鉄道。ジンガとモンゴを結ぶ7.5 km (4.7 mi)の路線で1930年から1960年ごろまで運行されていた。しかし、独立運動の最中に破壊された。軌間は600 mm (1 ft 11+5⁄8 in)の狭軌だった。運行者はCompagnie Générale de transport en Afrique Equatoriale。
2006年4月11日に鉄道跡がUNESCO世界遺産暫定リストに文化遺産として登録された。

### バンギ-フォール・ラミ間（計画のみ）
フランス共同体の一部であった1958年に現在の中央アフリカ共和国の首都であるバンギとチャドの首都であるフォール・ラミ（現在のンジャメナ）を結ぶ870 km (540 mi)の路線が計画されていた。独立運動の機運が高まり計画はなくなった。

### クリビ-バンギ間（計画のみ）
2002年にカメルーンの港湾都市であるクリビと首都バンギを結ぶ路線が計画された。

## 隣接国との鉄道接続状況
- スーダン - 接続なし
- 南スーダン - 接続なし
- コンゴ民主共和国 - 接続なし
- コンゴ共和国 - 接続なし
- カメルーン - 接続なし
- チャド - 接続なし